# Усть-Тымское сельское поселение
Усть-Ты́мское се́льское поселе́ние — муниципальное образование (сельское поселение) в Каргасокском районе Томской области, Россия. В состав поселения входит 1 населённый пункт. Административный центр поселения — село Усть-Тым. Население — 275 чел. (2021).

## История
Село Усть-Тым было основано в 1910 году. Местное население ловило рыбу, охотилось, заготавливало ягоды, орехи, грибы.
В 1930-е годы появились колхозы, артели, начальная школа (два класса). В годы следом за Великой Отечественной войной в Усть-Тыме проживали в основном ссыльные немцы, украинцы и латыши.
В 1954 г. появились дизельная электростанция и сплавучасток, во второй половине 1960-х гг. возникло авиасообщение.

## География
Поселение расположено на месте впадения реки Тым в Обь. Площадь — 325,10 км². Расстояние до райцентра — 95 км.
Рельеф местности — плоский, равнинный, заболоченный (Обь-Тымская низменность). Бо́льшую часть поселения занимают леса и болота, есть множество мелких озёр.
В лесах растут в основном кедр и сосна, а также лиственница, осина, берёза.
В лесах обитают медведь, волк, белка, лось, норка, соболь, глухарь.

## Климат
Климат континентальный. Для него характерны продолжительная холодная зима и короткое тёплое лето, поздние осенние и ранние весенние заморозки. Среднегодовая температура составляет −2,4 °C.
Зимой температура падает до −20 … −25 °C. Абсолютный рекордный минимум составляет −55 °C. Постоянный снег ложится уже в середине октября. Летом же температура в среднем повышается до +17 °C, абсолютный рекорд составляет +35 °C.
За год выпадает до 500 мм осадков, в основном, в виде дождей. Зимой высота снежного покрова достигает 6-7 см. Почвы постоянно переувлажнены, распространена сезонная мерзлота.

## Население
| 2002 | 2005 | 2006 | 2009 | 2010 | 2011 | 2012 |
| ---- | ---- | ---- | ---- | ---- | ---- | ---- |
| 553  | ↗557 | ↘549 | ↘524 | ↘460 | ↗480 | ↘441 |
| 2013 | 2014 | 2015 | 2016 | 2017 | 2018 | 2019 |
| ↘440 | ↘431 | ↘424 | ↘412 | ↘401 | ↘394 | ↘390 |
| 2020 | 2021 |      |      |      |      |      |
| ↗392 | ↘275 |      |      |      |      |      |

## Местное самоуправление
Сельским поселением управляют глава поселения и Совет. Глава сельского поселения — Сысолин Алексей Анатольевич.

## Экономика
Основу местной экономики составляют сельское хозяйство, рыбная ловля, сбор дикоросов. В области коммунальных услуг работает один МУП «ЖКХ Усть-Тымское», также действуют 6 торговых точек. В подворьях у населения есть козы, коровы, кролики, птица, крупный рогатый скот.

## Образование, социальная сфера и культура
На территории поселения работают: школа, детский сад, культурно-досуговый центр, фельдшерско-акушерский пункт, библиотека.